# Llista de peixos de Botswana

Localització de Botswana a Àfrica

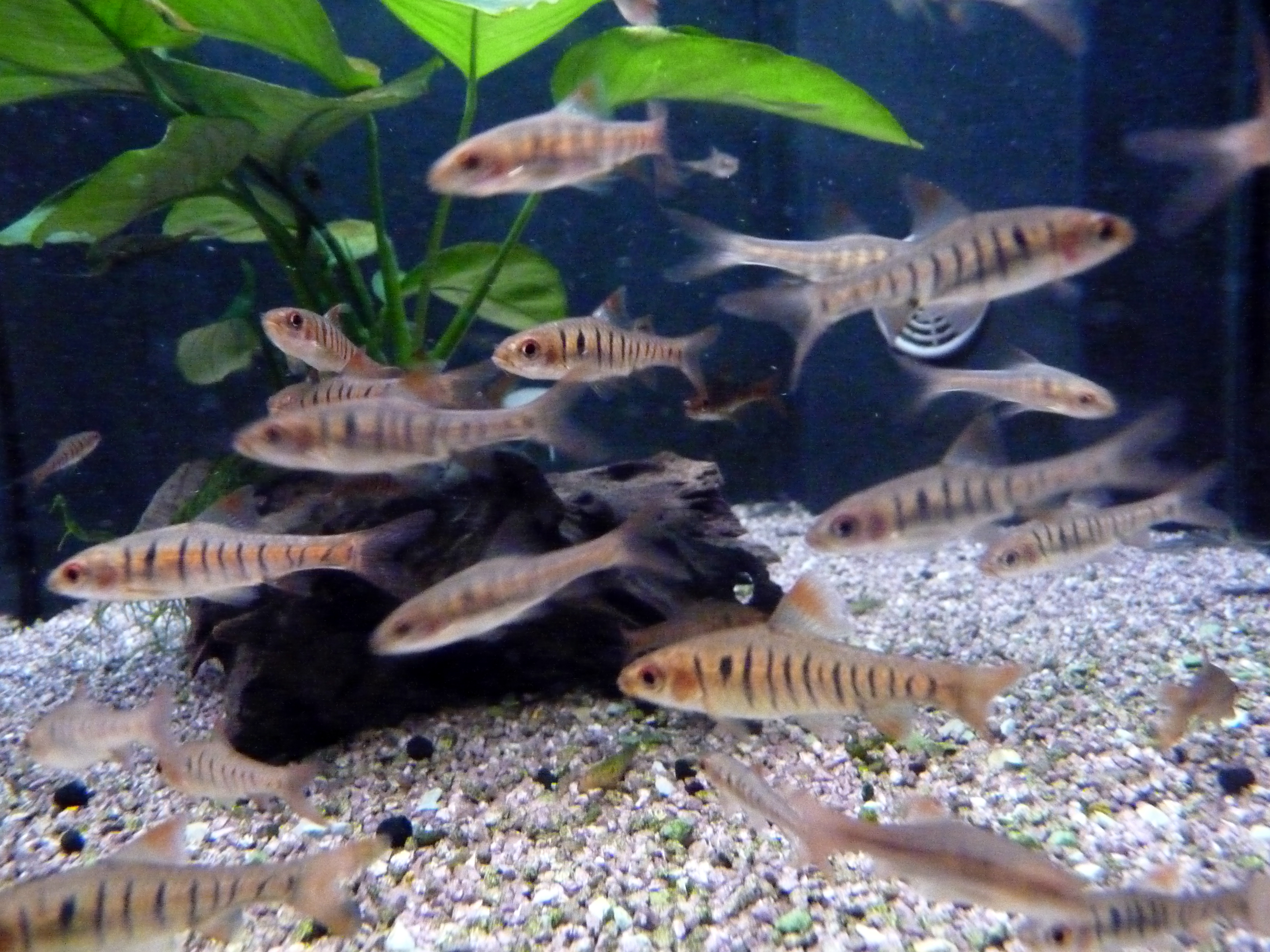
Barbus fasciolatus

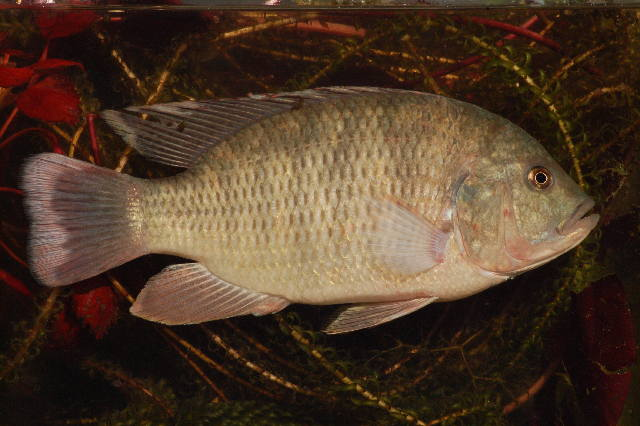
Sargochromis giardi

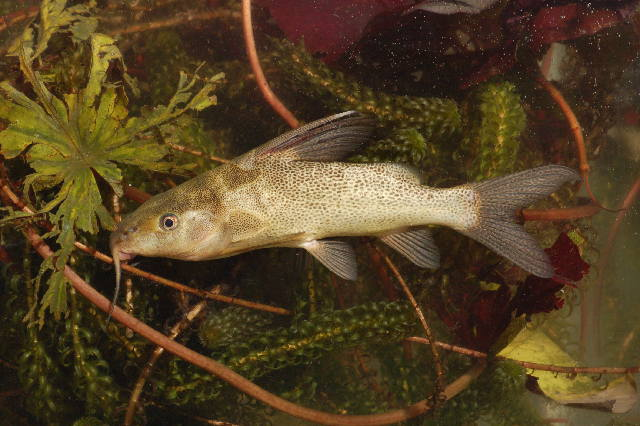
Synodontis thamalakanensis

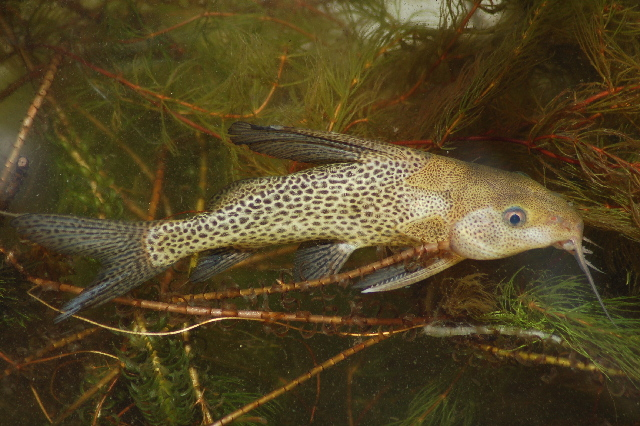
Synodontis woosnami

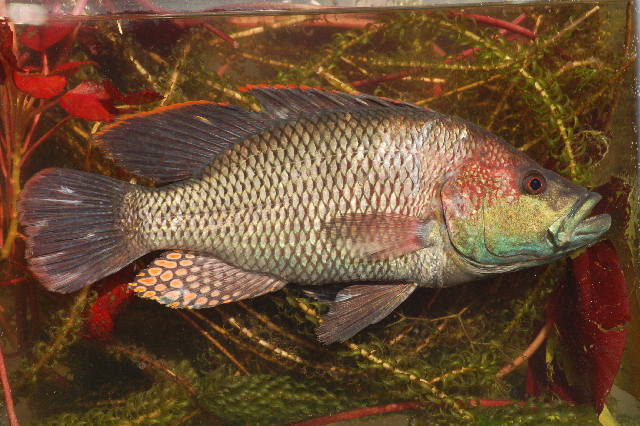
Serranochromis macrocephalus

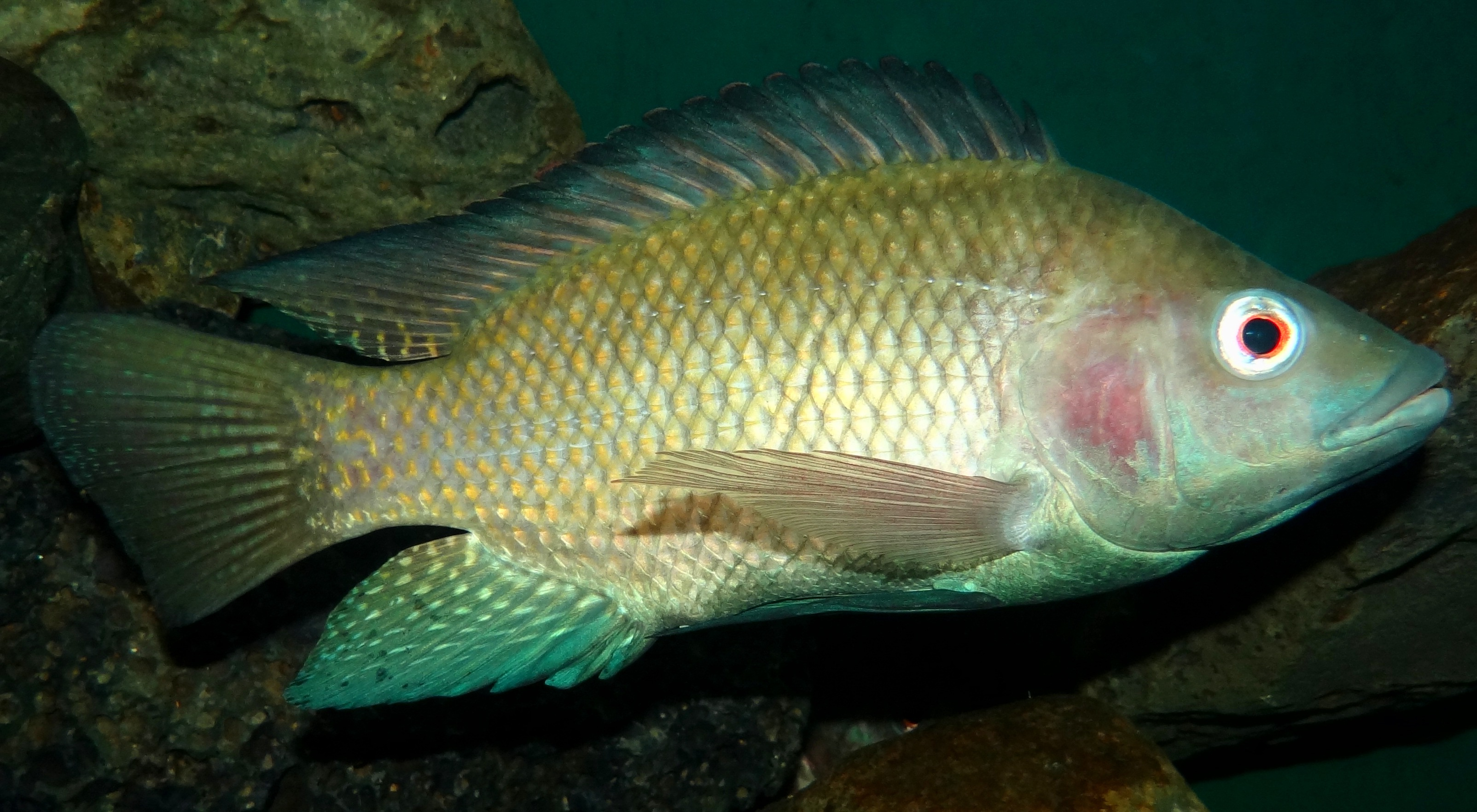
Oreochromis niloticus

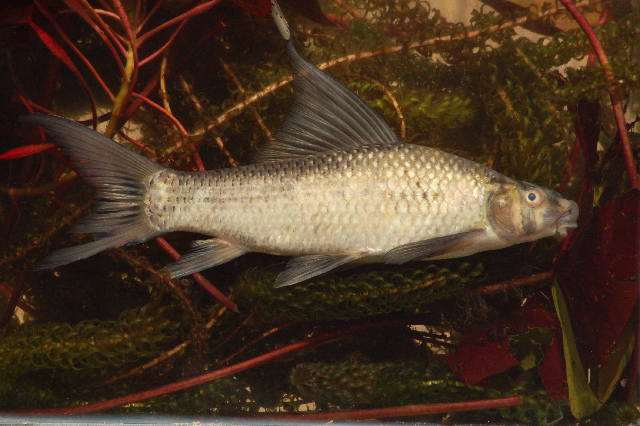
Labeo lunatus

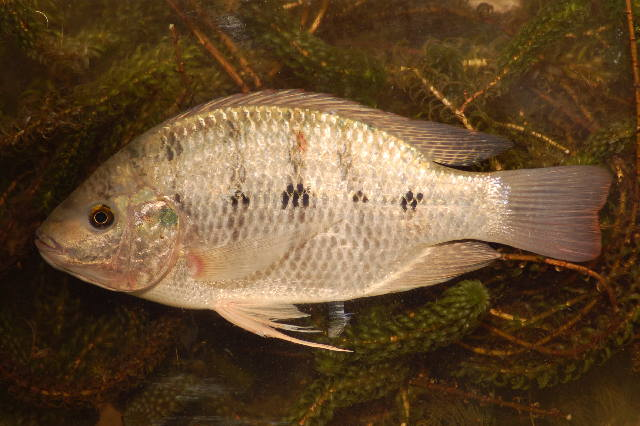
Oreochromis andersonii

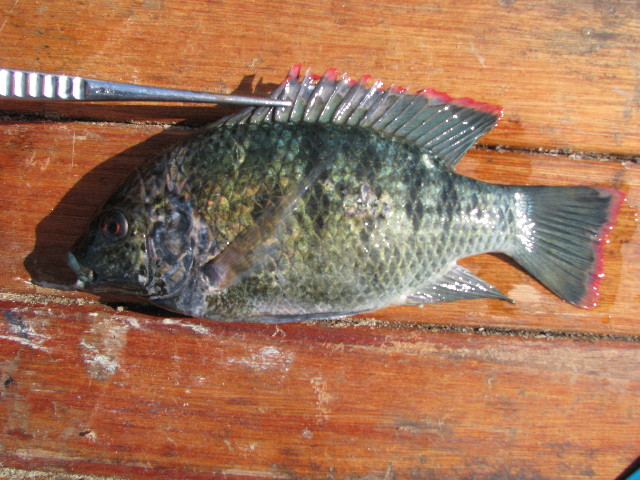
Oreochromis macrochir

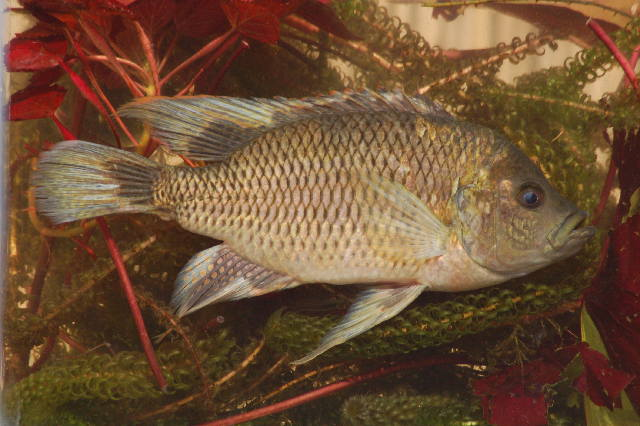
Sargochromis carlottae

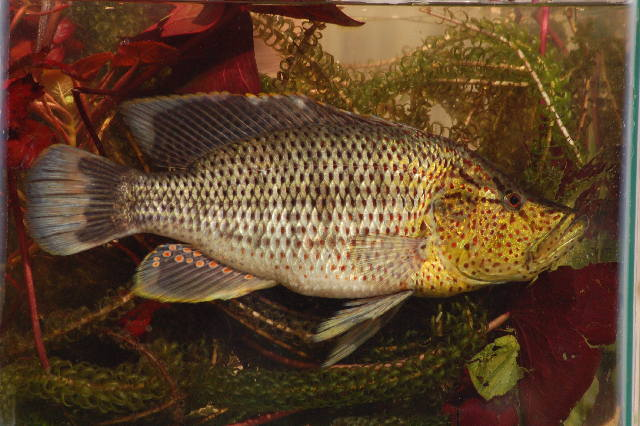
Serranochromis angusticeps

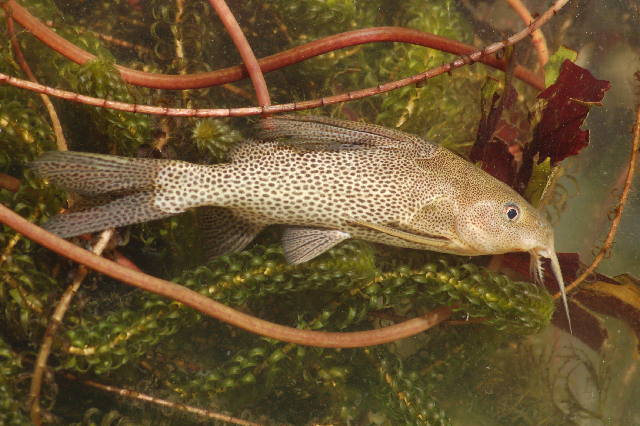
Synodontis leopardinus

Aquesta llista de peixos de peixos de Botswana -incompleta- inclou 87 espècies de peixos que es poden trobar a Botswana ordenades per l'ordre alfabètic de llur nom científic.

## A
- Aplocheilichthys hutereaui
- Aplocheilichthys johnstoni
- Aplocheilichthys katangae
- Aplocheilichthys myaposae

## B
- Barbus afrovernayi
- Barbus barnardi
- Barbus bifrenatus
- Barbus eutaenia
- Barbus fasciolatus
- Barbus haasianus
- Barbus miolepis
- Barbus multilineatus
- Barbus paludinosus
- Barbus poechii
- Barbus radiatus
- Barbus thamalakanensis
- Barbus trimaculatus
- Barbus unitaeniatus
- Brycinus lateralis
- Brycinus macrolepidotus

## C
- Chiloglanis fasciatus
- Clarias gariepinus
- Clarias ngamensis
- Clarias stappersii
- Clarias theodorae
- Coptostomabarbus wittei
- Ctenopoma multispine
- Cyphomyrus discorhynchus
- Cyprinus carpio

## H
- Hemichromis elongatus
- Hepsetus cuvieri
- Hippopotamyrus ansorgii
- Hydrocynus vittatus

## L
- Labeo cylindricus
- Labeo lunatus
- Labeo molybdinus
- Labeo rosae

## M
- Marcusenius altisambesi
- Marcusenius macrolepidotus
- Mastacembelus frenatus
- Mesobola brevianalis
- Micralestes acutidens
- Microctenopoma intermedium
- Micropterus salmoides
- Mormyrus lacerda

## N
- Nannocharax machadoi
- Nannocharax macropterus
- Nannocharax multifasciatus

## O
- Opsaridium zambezense
- Oreochromis andersonii[1]
- Oreochromis macrochir[2]
- Oreochromis mossambicus
- Oreochromis niloticus

## P
- Parauchenoglanis ngamensis
- Petrocephalus catostoma
- Petrocephalus magnitrunci
- Petrocephalus okavangensis
- Pharyngochromis darlingi
- Pollimyrus castelnaui
- Pseudocrenilabrus philander

## R
- Rhabdalestes maunensis

## S
- Sargochromis carlottae
- Sargochromis codringtonii
- Sargochromis giardi
- Sargochromis greenwoodi
- Schilbe intermedius[3]
- Schilbe mystus
- Serranochromis altus
- Serranochromis angusticeps
- Serranochromis jallae
- Serranochromis longimanus
- Serranochromis macrocephalus
- Serranochromis thumbergi
- Synodontis leopardinus
- Synodontis macrostigma
- Synodontis nigromaculatus
- Synodontis thamalakanensis
- Synodontis vanderwaali
- Synodontis woosnami

## T
- Tilapia guinasana
- Tilapia rendalli
- Tilapia ruweti
- Tilapia sparrmanii

## Z
- Zaireichthys conspicuus
- Zaireichthys pallidus[4]